# Carlo Maderno
Carlo Maderno (Maderna) (1556 – 30. januar 1629) je bil italijanski  arhitekt, rojen v današnjem Ticinu, ki velja za enega od začetnikov baročne arhitekture. Njegove fasade cerkve svete Suzane, bazilike sv. Petra in cerkve Sant'Andrea della Valle (vse v Rimu) so bile ključnega pomena v razvoju zgodnjega italijanskega baroka. Pogosto ga omenjajo kot brata kiparja Stefana Maderna, vendar to ni splošno sprejeto.

## Življenjepis
Maderno, rojen v Capolagu, v današnjem Ticinu, ki je bil takrat podrejen Švicarski konfederaciji, je svojo kariero začel kot klesar v kamnolomih marmorja na skrajnem severu, preden se je leta 1588 s štirimi svojimi brati preselil v Rim, da bi pomagal svojemu stricu Domenicu Fontani. Sprva je delal kot kamnosek in ta njegov kiparski izvor je bržkone vplival tudi na oblikovanje njegove arhitekture. Njegov prvi samostojni projekt nastane leta 1596 - to je bila že povsem zrelo oblikovana fasada za starodavno cerkev Santa Susanna v Rimu (1597–1603). Fasada je bila med prvimi baročnimi fasadami, ki so prekinile poznorenesančne konvencije, ki jih kaže fasada jezuitske cerkve Il Gesù. Struktura fasade kaže dinamičen ritem stebrov in pilastrov, z izstopajočim osrednjim rizalitom in zgoščeno dekoracijo v osi, ki strukturi doda kompleksnost. Nekoliko se poigrava s pravili klasičnega oblikovanja, a še vedno ohranja strogost.
V tem obdobju je Maderno preoblikoval novo kapelo Cerasi, prej Foscari, v Santa Maria del Popolo.
Pročelje Santa Susanne je pritegnilo pozornost papeža Pavla V., ki ga je okoli leta 1603 imenoval za glavnega arhitekta cerkve svetega Petra. Maderno je bil prisiljen spremeniti Michelangelove načrte za baziliko in zagotoviti zasnove za razširjeno ladjo s palačnim pročeljem. Fasada (dokončana 1612) je zgrajena tako, da omogoča papeževe blagoslove s poudarjeno obogatenega balkona nad osrednjimi vrati. Ta prednja razširitev bazilike (ki je zrasla iz Michelangelovega grškega križa v sedanji latinski križ) je bila kritizirana, ker zakriva pogled na kupolo, ko jo gledamo s trga, in pogosto zanemarja dejstvo, da je bližnja avenija moderna. Maderno pri načrtovanju te stavbe ni imel toliko svobode kot pri drugih strukturah.
Večina Madernovega dela je bila še naprej preoblikovanje obstoječih struktur. Edina stavba, ki jo je zasnoval Maderno (razen fasade) in dokončana pod njegovim nadzorom, je bila tloris in notranjost Santa Maria della Vittoria (1608–20), kjer se Madernovo delo pogosto prezre v korist Berninijeve kapele Cornaro in njene Zamaknjenje svete Terezije.
.
Tudi Madernova mojstrovina, cerkev Sant'Andrea della Valle, ni povsem njegova. Tam je zasnoval fasado in izdelal kupolo, tretjo največjo v Rimu za cerkvijo svetega Petra in Panteonom. Samo cerkev sta leta 1540 za Teatince zasnovala Giuseppe Francesco Grimaldi in Giacomo della Porta: sledi znanemu jezuitskemu načrtu, križna oblika, široka ladja brez stranskih ladij, s kapelami zunaj obokanih odprtin. Glavni oltar vsebuje Križanje, osvetljeno pod Madernovo kupolo (freska Giovanni Lanfranco 1621–25) na visokem tamburju z okni. Najzgodnejši dizajn je iz leta 1608; gradnja je trajala od 1621 do 1625. Ob Madernovi smrti je fasada ostala napol zgrajena; Carlo Fontana jo je dokončal po prvotni Madernovi zamisli. Na tej fasadi je standardna formula, vzpostavljena v Il Gesù, dobila več gibanja in globine - v različnih ravninah friza in venca - in povečan chiaroscúro - kot v celih stebrih, vdelanih v prijetne temne vdolbine, ki orisujejo njihove profile s senco - in v podobnih elementih, ki so ponovno združeni za strožji, bolj izstopajoč ritem.
Njegova druga dela so rimske cerkve  Gesù e Maria (čeprav je to sporno), San Giacomo degli Incurabili, Santa Lucia in Selci in San Giovanni dei Fiorentini (kjer je pokopan). Poleg tega je delal na Kvirinalski palači, papeški palači v Castel Gandolfu in palači Barberini za Barberinijevega [papež Urban VIII.|papeža Urbana VIII.]] (1628 in dokončan 1633; od takrat precej predelana). V palači Barberini pri Quattro Fontane je Madernovo delo včasih zasenčeno s podrobnostmi, ki sta jih dodala Bernini in Borromini. Njegovo načrtovanje palač najbolje predstavlja njegova zasnova Palazzo Mattei (1598–1616).
Maderno je bil poklican, da načrtuje kapele v obstoječih cerkvah, kapelo sv. Lovrenca v San Paolo fuori le Mura in Cappella Caetani v Santa Pudenziana.
Zasnoval je osnovo, ki podpira marijanski steber pred baziliko Santa Maria Maggiore, ki je kasneje služil kot model številnim marijanskim stebrom v mnogih katoliških državah.